# Стефан (Бех)
Епи́скоп Стефа́н (в миру Вале́рий Степа́нович Бех; 13 (25) сентября 1872, Житомир — 26 марта 1933, Сыктывкар) — епископ Русской православной церкви, епископ Ижевский, викарий Сарапульской епархии. С 1927 года — участник иосифлянского движения.

## Биография
В 1897 году окончил юридический факультет Санкт-Петербургского университета.
В августе 1897 года на основании указа Святейшего Синода от 26 ноября 1876 года за № 3779 принят в число студентов I курса без экзамена. В ноябре 1898 года, по переводе во II-й курс, уволен из Академии по прошению.
С 1 июля 1899 года — земский начальник Яренского уезда Вологодской губернии. 15 августа 1900 года уволен от службы.
С 16 января 1901 по 1903 годы — законоучитель церковно-приходских школ.
В сентябре месяце 1903 года вновь принят в число студентов II курса, на котором и пробыл 2 года.
20 декабря 1903 был пострижен в монашество, а 5 ноября 1906 года рукоположён в иеромонаха.
В 1907 году окончил Московскую духовную академию со степенью кандидата богословия.
С 1 октября 1908 года назначен помощником смотрителя Соликамского духовного училища.
28 июля 1911 года назначен смотрителем Мингрельского духовного училища с возведением в сан архимандрита.
С 8 октября 1913 года — смотритель Бежецкого духовного училища.
8 октября 1914 года уволен от духовно-учебной службы с назначением по ведомству протопресвитера военного и морского духовенства.
С 28 октября 1915 года назначен смотрителем Каргопольского духовного училища.
В 1918 году преподавал в Военно-морском училище.
В 1918—1920 годы — годы служил в Александро-Невской лавре, где был возведён в сан игумена.
Арестован в 1919 в Петрограде, вскоре освобождён.
9 октября 1921 года хиротонисан во епископа Ижевского, викария Сарапульской епархии.
В августе 1922 года правящий епископ Сарапульской епархии Алексий (Кузнецов) перешёл в обновленчество. Он признал ВЦУ, вступил в организацию «Живая Церковь» и разослал по епархии устав и программу «живоцерковников» за своей подписью как руководство к действию для всего духовенства и мирян. Это дало ему возможность сохранить епархию под своим управлением и зарегистрировать органы церковного управления.
Епископ Стефан (Бех) выступил категорически против обновленчества, вследствие чего за свою «контрреволюционную деятельность» 9 ноября 1922 года был арестован и 27 декабря того же года приговорён к двум годам ссылки в Нарымский край.
21 марта 1923 года в письме Политический Красный Крест писал, что едет в северную Сибирь за Томск, и в Цехгаузе Таганского Медицинского Околотка у него украли украли одежду, в связи с чем просил выслать ему тулуп.
В благодарственном письме Екатерине Пешковой от 26 марта 1923 года епископ Стефан делился своими размышлениями:

Тяжёлые бедствия, постигшие Отечество наше, так всех нас ошеломили, придавили, что ходишь, как в полубессознательном состоянии; и куда не обратишь свой мысленный взор, везде видишь одно горькое. Я чувствую себя духовно умерщвленным. Иногда случается увидеть или услышать, или получить что-нибудь отрадное. И что же? Пришибленные чувства отказываются утешиться. Велика скорбь, постигшая нас, и нужно долгое время, чтобы прийти в себя; ибо уже утрачена, так сказать, сама способность радоваться чему-нибудь…

В начале 1924 года вновь арестован и заключен в Таганскую тюрьму. Приговорен к 2
годам концлагеря и отправлен в Соловецкий лагерь особого назначения.
В августе 1926 был освобождён из лагеря. С сентября 1926 проживал в Ленинграде, служил в церкви Алексия Человека Божия, с сентября 1927 — в церкви Преображения Господня, бывшей при лейб-гвардии Гренадерском полку.
После издания Заместителем патриаршего местоблюстителя митрополитом Сергием (Страгородским) Декларации, предусматривавшей значительные уступки советской власти, был близок к иосифлянскому движению, находившемся в оппозиции митрополиту Сергию. Пользовался большим авторитетом среди верующих. Его считали прозорливым старцем за необыкновенную проницательность. По воспоминаниям одного из современников, «имел необычайное мужество говорить людям то, что думал о них».
В начале 1928 года запрещён в служении митрополитом Сергием.
В 1929 году арестован. Был приговорён к трём годам ссылки, которую отбывал в селе Помоздино Усть-Куломского района Коми АССР. Вновь арестован в ссылке 7 сентября 1932. Скончался 26 марта 1933 года в тюрьме во время следствия до вынесения приговора.
Уже после смерти, 21 апреля 1933, был приговорён к расстрелу с заменой на 10 лет лишения свободы.

## Память
Имя епископа Стефана было внесено в черновой поимённый список новомучеников и исповедников российских при подготовке канонизации, совершённой РПЦЗ в 1981 году. Однако список новомучеников был издан только в конце 1990-х годов.